# Château Mennechet
Le château Mennechet est un château de la fin du XIXe siècle construit sur la commune de Chiry-Ourscamp, dans l'Oise, dans la région des Hauts-de-France, à flanc de coteau du Mont-Conseil.

## Historique
Édifice inachevé, le château Mennechet a été conçu comme une galerie richement sculptée sur ses façades et pignons extérieurs. Son commanditaire Alphonse Mennechet de Barival (1812-1903), d'origine saint-quentinoise, aurait fait fortune par son mariage avec sa cousine Henriette Caroline Paillet dont le père Charles était amateur d'œuvres d'art.
Vers 1855, Mennechet acquiert de nombreuses terres à Chiry-Ourscamp, commune traversée par le chemin de fer, à mi-distance entre Paris et Saint-Quentin.
Il y bâtit un empire de pierres dédié à son épouse, dont une tour (la Folie), le château-musée, deux petits manoirs et de vastes écuries.
À son décès en 1903, Mennechet, sans héritier direct, laisse un testament dans lequel il cède sa collection d'objets d'art au musée Antoine-Lécuyer et la gestion de son patrimoine à son neveu, Louis Hugues. Devenu en 1905 Louis Hugues-Menechet, l'héritier dilapide sa fortune et se voit placé en minorité.
Aujourd'hui ruiné, le château est conçu vers 1880 pour recevoir les œuvres d'art d'Alphonse Mennechet de Barival : celui-ci conservait peintures, sculptures et faïences dans ses petits manoirs et veut les mettre en valeur dans un musée, ce qui motive la construction de ce château-galerie. Mennechet meurt en 1903 à quatre-vingt-dix ans, alors que le château-musée n'est pas achevé. Les 69 tableaux de la collection sont alors légués à la ville de Saint-Quentin.
Au cours de la Première Guerre mondiale, le château-galerie est endommagé, alors que la tour et un des manoirs construits également par Mennechet sur la commune de Chiry-Ourscamp sont détruits. Le château, endommagé à nouveau durant la Seconde Guerre mondiale, n'est jamais restauré.
Le château a longtemps été laissé à l'abandon et a même failli être démoli (arrêté de mise en péril abandonné en 2007). D'importants travaux de défrichement et de nettoyage ont été effectués en 2008 sous l'impulsion du nouveau propriétaire et ont permis la découverte d'une cave voûtée inconnue jusqu'ici.

## Inscription à l'inventaire des monuments historiques
Vers 1995, un habitant du village, Jean-Yves Bonnard, se passionne pour l'édifice, il fait des recherches sur Alphonse Mennechet de Barival et sa femme. Avec l'association Prométhée qu'il préside, il demande l'inscription de l'édifice à l'inventaire des monuments historiques. La procédure échoue en 2006. L'édifice est finalement inscrit aux monuments historiques une première fois en mars 2011 et une seconde fois en juillet de la même année.

## Architecture
Le château de Mennechet fait partie d’un ensemble architectural dessiné sur le flanc sud-est du Mont Conseil par Alphonse Mennechet de Barival comprenant des petits châteaux ainsi que de grandes écuries en bas du Mont Conseil (1850 environ), le château de Mennechet en milieu de coteau (1880) consacré à l’exposition de ses œuvres, et enfin un mausolée au sommet du mont dédié à la gloire de sa femme (1860): la Folie Mennechet.

### Petits châteaux
Deux charmants manoirs construits en pierre de taille et pourvus de tourelles au toit ardoisé constituaient le premier élément du grand ensemble du mont Conseil. Le tympan de la porte d'entrée était enrichi d'un cartouche armorié : d'azur à la bande blanche accompagnée de deux étoiles. De ces coquettes bâtisses richement décorées se dégageait un raffinement typique du XIXe siècle : salon aux plafonds étoilés sur fond bleu, boiseries marquetées, mobilier digne des plus grandes collections. Ces bâtiments ont été démolis pendant ou juste après la Première Guerre mondiale.

### Château-galerie
Élevé suivant un style beaucoup plus maniéré que les deux petits châteaux, la façade de style Henri II est ornée de quatre-vingt-seize colonnes doubles et annelées, que surmontent d’imposants frontons à têtes de chimères et fleurs de lys. Ses proportions sont cohérentes avec sa destination première de galerie d'exposition : 60 mètres de long, 9 mètres de large et 40 mètres de haut. Le monument tient par simple emboîtement des pierres sans ciment ni mortier. Les fenêtres et huisseries du château n’ont jamais été posées. L’une des dépendances du château a été utilisée lors de la Seconde Guerre mondiale comme dépôt de munitions, les renforcements en béton sont encore visibles.

### Tour
Afin d'honorer la mort de sa femme, Mennechet de Barival dirigea la construction de la tour qu'il souhaita en pierre de taille. Tous les corps de métiers furent représentés pour édifier cette tour de type mauresque de 42 mètres. 237 marches menaient en haut du monument, elle toisait ainsi la ferme de l'Attiche (aujourd'hui détruite), qui était, jusqu'alors, le point culminant de la région. L'architecte aimait s'y retirer pour se recueillir seul et se rapprocher un peu plus de sa défunte âme sœur. Cette tour a été détruite par les Allemands lors de la Première Guerre mondiale.
Les pierres des différents bâtiments venaient, pour la plupart, de carrières des environs possédées par Mennechet. La main-d’œuvre provenait elle des villages environnants.
De cet ensemble complexe, il ne reste aujourd'hui que les ruines du château qui est, depuis peu, inscrit aux Monuments historiques.

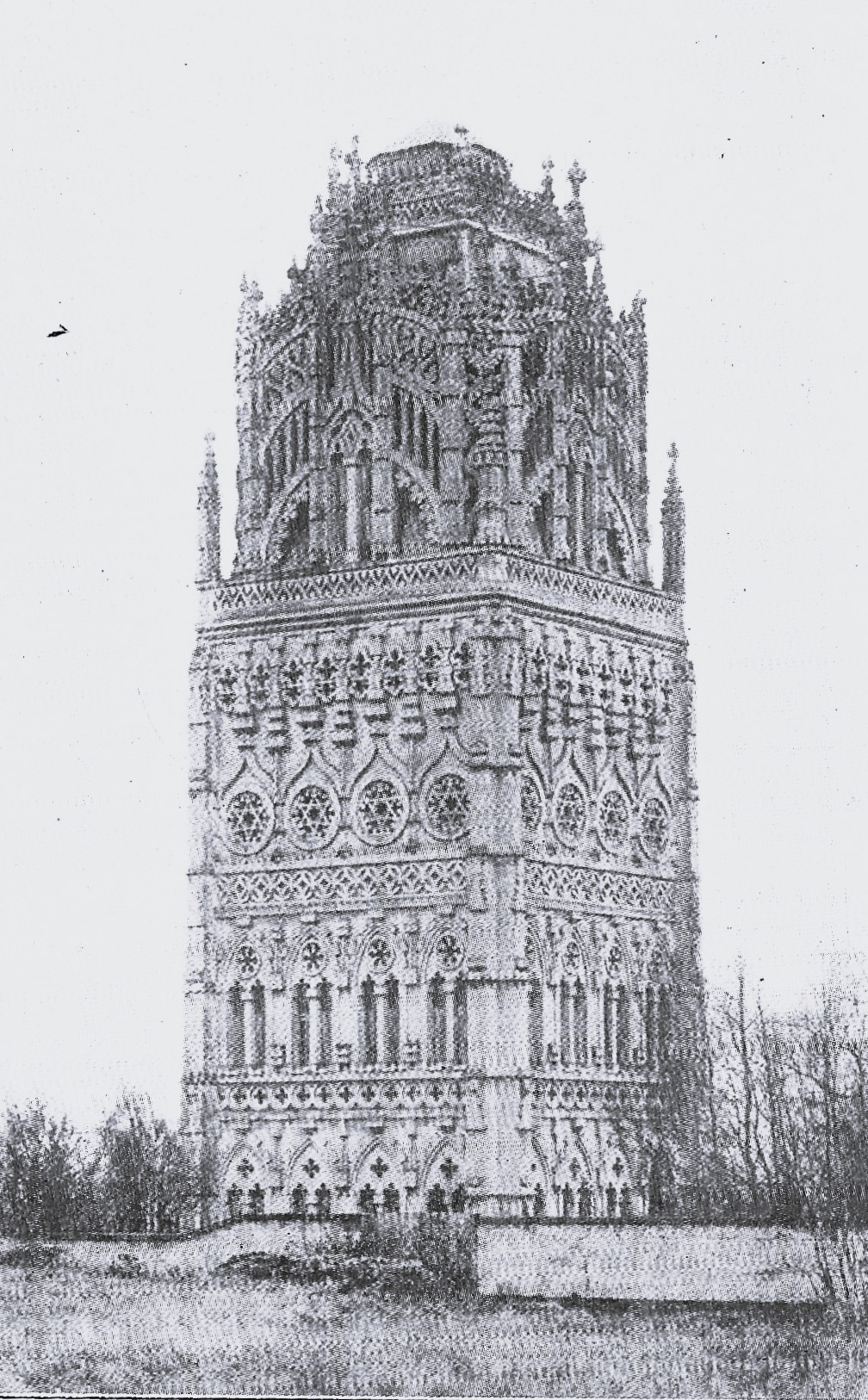
La tour de Mennechet.
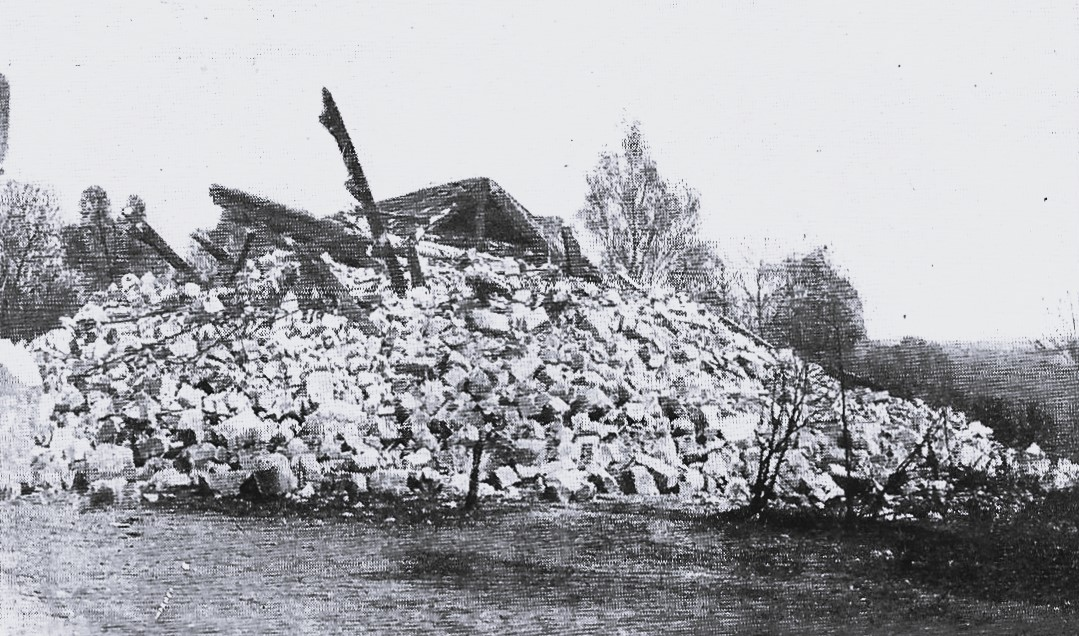
La tour au lendemain de son explosion le 21 décembre 1914.
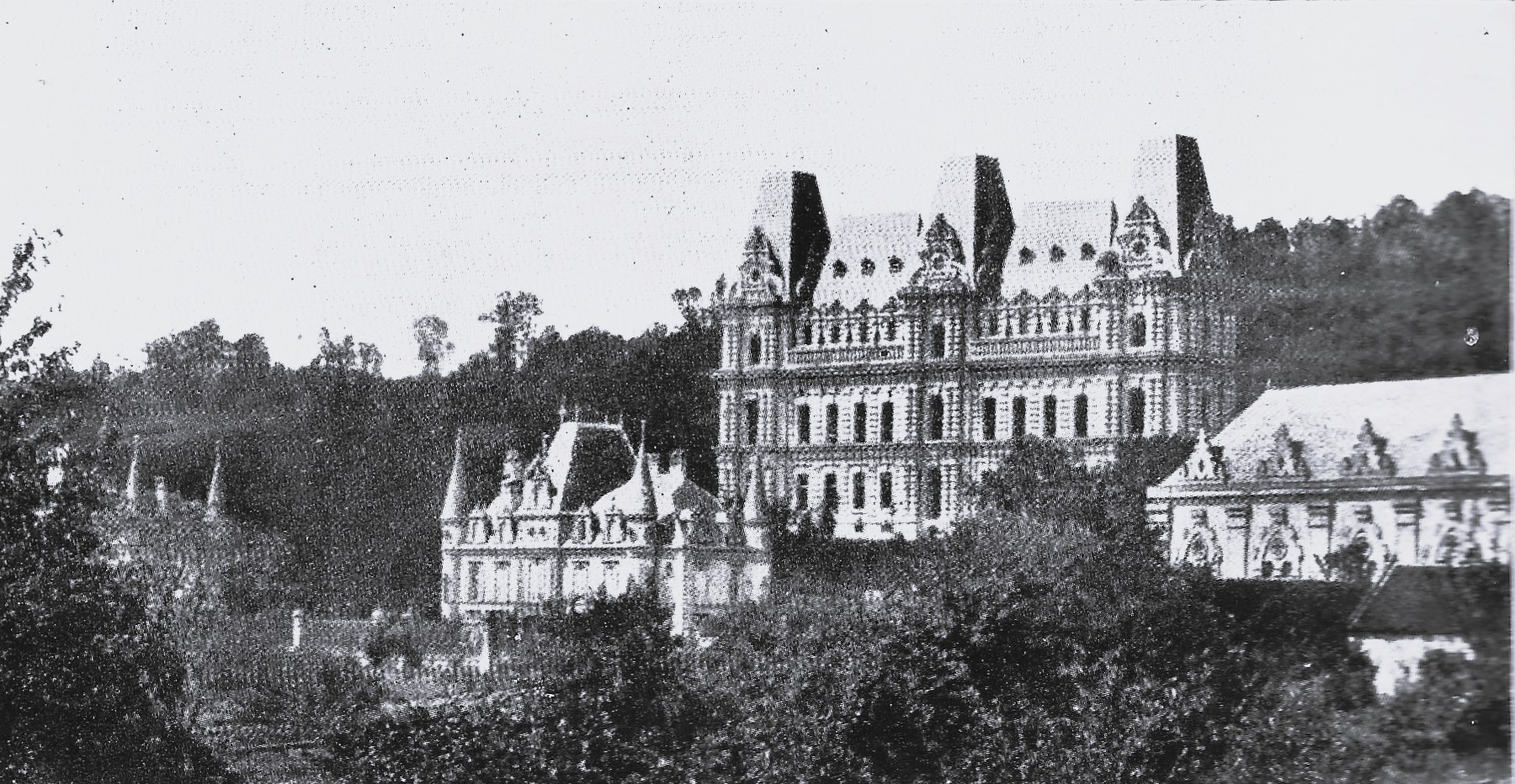
Mennechet avant 1919.
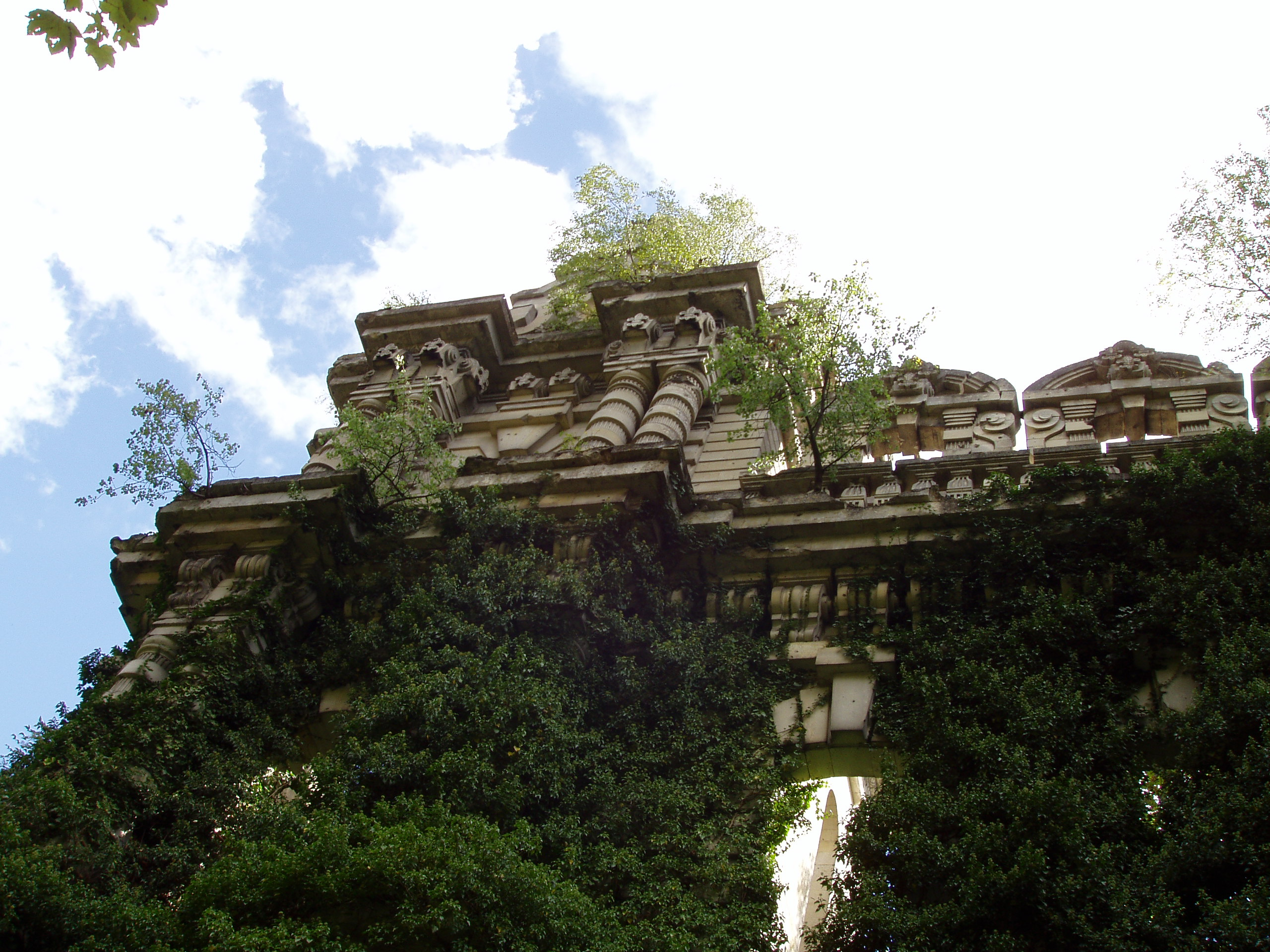
Détail des ruines du château Mennechet (2006).
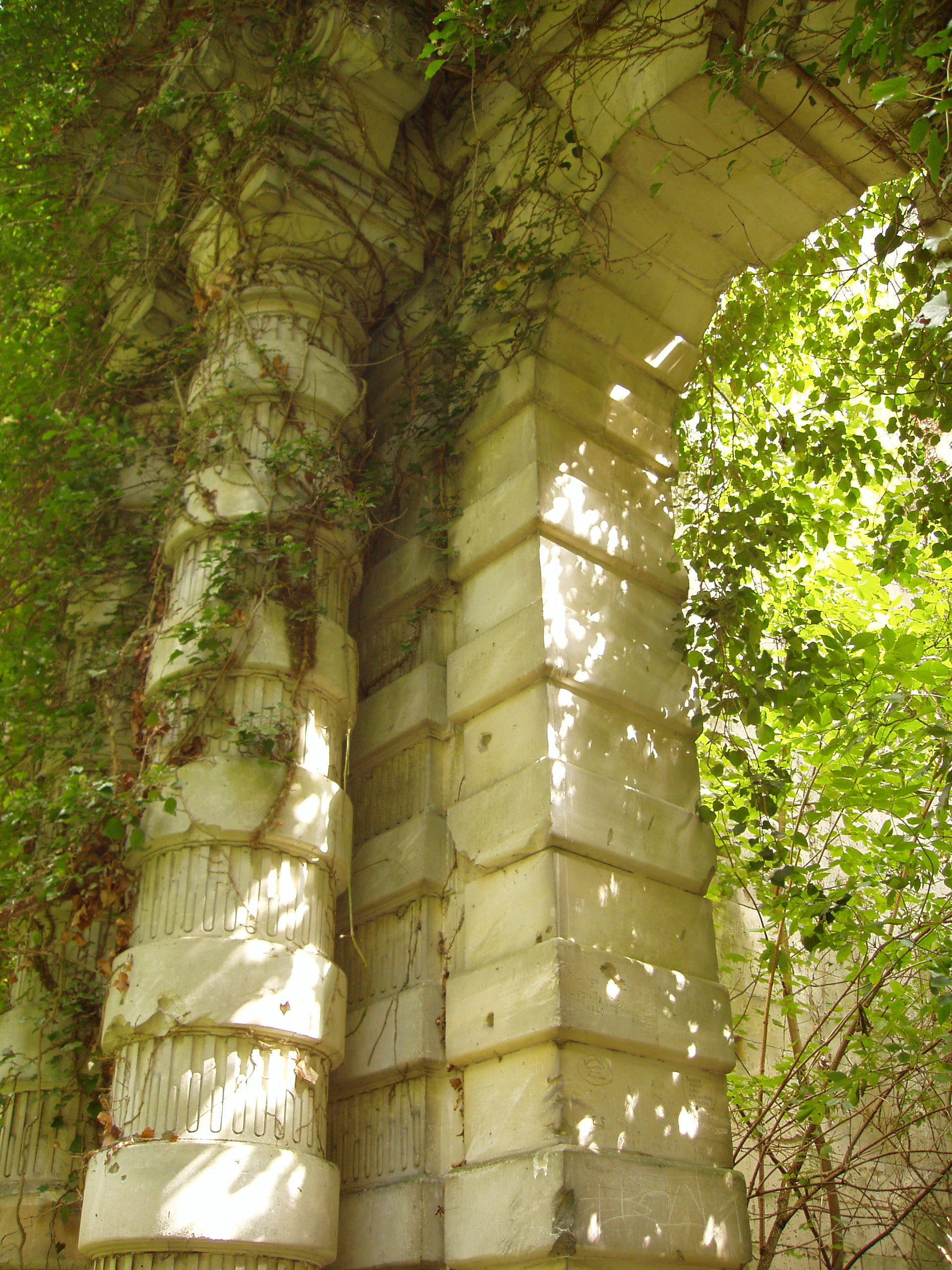
Détail des ruines du château Mennechet (2006).